# ボリジョイ・ニムンル
ボリジョイ・ニムンル(ロシア語: Большой Нимныр、サハ語: Улахан Ньымныыр)は、ロシア連邦のサハ共和国南部、アルダン地区に位置する町である。ボリジョイ・ニムンル川の右岸に位置する。1929年に、アムール・ヤクーツク道路（現:連邦高速道路M56（A360 "レナ"））の建設に伴って建設され、その後1973年に労働者集落のリストに記載された。

## 人口
| 人口 | 人口 | 人口 | 人口 |
| 1979 | 1989 | 2002 | 2010 |
| ---- | ---- | ---- | ---- |
| 393  | 671  | 479  | 210  |

## 交通
連邦高速道路M56（A360 "レナ"）が通っているほか、アムール・ヤクーツク鉄道のボリジョイ・ニムンル駅がある。